# Microsepsis furcata
Microsepsis furcata är en tvåvingeart som först beskrevs av Axel Leonard Melander och Arnold Spuler 1917.  Microsepsis furcata ingår i släktet Microsepsis och familjen svängflugor. Inga underarter finns listade i Catalogue of Life.